# Theater Kosmos

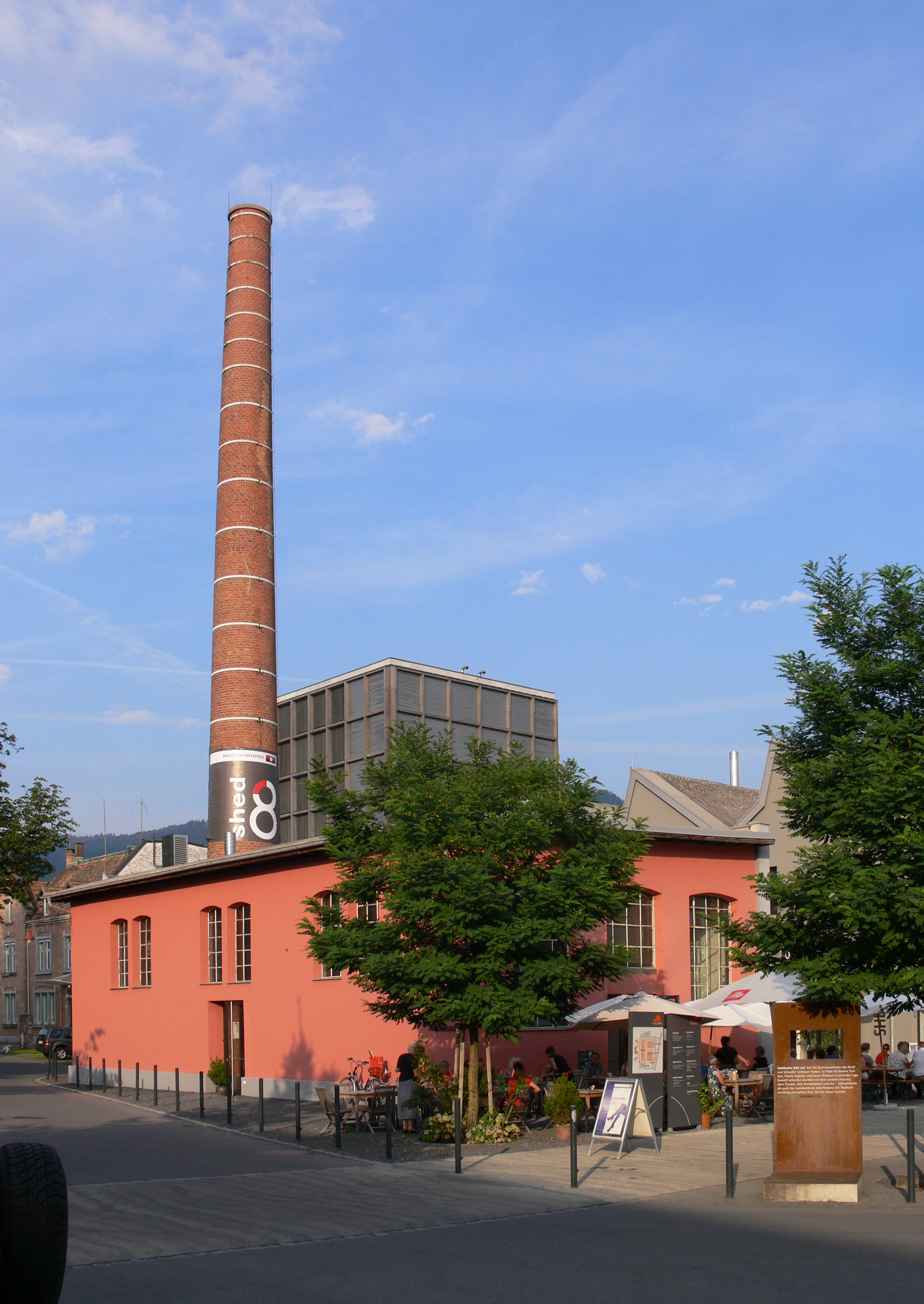
Bregenz, Areal „Schoeller2Welten“, Kesselhaus mit Veranstaltungsraum „shed8“ (Theater Kosmos)

Das Theater Kosmos (eigene Schreibweise: Theater KOSMOS) wurde 1996 von den beiden künstlerischen Leitern Augustin Jagg und Hubert Dragaschnig mit dem Ziel ins Leben gerufen, ein professionelles Theater und ein künstlerisches Gesamtprojekt im Großraum Bregenz zu schaffen.
Nach dem Konzept des Theaters sollen nur Uraufführungen und österreichische Erstaufführungen inszeniert werden. Bis Frühjahr 2005 war die Spielstätte die Hinterbühne des Bregenzer Festspielhauses. Seit Herbst 2005 verfügt das Theater über ein eigenes Haus im Areal schoeller2welten (auch „shed8“ genannt) der ehemaligen Schoeller’sche Kammgarnspinnerei und bringt dort jährlich vier Theaterproduktionen auf die Bühne.
Außerdem präsentiert das Theater eine Reihe von Begleitveranstaltungen, wie „KOSMOS-Diskurs“, „Junge Autoren“, „Jazz im Foyer“ oder „Tanz und Musik im Dialog“.